# 震央

震央は震源の真上にある。

震央（しんおう、英: Epicenter）は、地震または地下の爆発が発生した地点である震源の真上に当たる地表の点である。英語のEpicenterは、古代ギリシア語で「上」を意味するἐπί（epi）と「中央」を意味するκέντρον（kentron）に由来する形容詞ἐπίκεντρος（epikentros）をラテン語化した新ラテン語の名詞epicentrumを語源に持つ。
地震の場合、震央は断層が破壊し始めた地点の真上であり、多くの例で最も被害が大きい。しかし、巨大地震では断層破壊距離が長く、被害は破壊域に沿って広がる。例えば、2002年にアラスカ州で起こったマグニチュード7.9の地震の場合、震央は破壊域の西端であったが、最も被害が大きかったのは、破壊域の東端から330 km離れた地点であった。

## 震央距離
地震の間、地震波は震源から球状に伝播する。液体の外核が縦波のP波を屈折し、横波のS波を吸収するため、震央から地球の真裏の地点は地震波の影となる。この領域の外側では両方の波が検出されるが、その速度と地球内部を通過する経路が異なるため、異なった時間に到着する。この時間差を地震計で測定することで、地震の震央からの距離を計算することができる。この距離は震央距離と呼ばれ、地震学では通常°（度）の単位で測定し、Δ（デルタ）の記号で表す。
少なくとも3点の地震計での震央距離が測定されると、三角法を用いて震央の位置を特定するのは容易である。
震央距離は、地震のマグニチュードを計算するのにも用いられる。